# Папска базилика
Папска базилика (на латински: Basilica pontificia; на италиански: Basilica papale) е титул, който носят 12-те църкви на Римокатолическата църква, които са непосредствено подчинени на римския папа.
Дванадесетте папски базилики са:
- Сан Джовани ин Латерано (Рим)
- Свети Петър (Рим)
- Сан Паоло фуори ле Мура (Рим)
- Санта Мария Маджоре (Рим)
- Сан Лоренцо фуори ле Мура (Рим)
- Сан Франческо (Асизи)
- Санта Мария дели Анджели (Асизи)
- Сан Никола (Бари)
- Сант Антонио (Падуа)
- Санта Каза (Лорето)
- Беата Вергине дел Розарио (Помпей)
- Сан Мигел (Мадрид).